# Darren Fletcher
Pour les articles homonymes, voir Fletcher.
Darren Fletcher, né le 1er février 1984 à Dalkeith, est un footballeur international écossais qui évolue au poste de milieu de terrain entre 2002 et 2019. Il fait partie du Tableau d'honneur de l'équipe d'Écosse de football, où figurent les internationaux ayant reçu plus de 50 sélections pour l'Écosse, étant inclus en septembre 2010.

## Biographie

### Manchester United
Darren Fletcher commence sa carrière au centre de formation de Manchester United après avoir suivi des études à la Saint-Andrews School d'Eastbourne en Angleterre, et signe un contrat professionnel en février 2001. Il est rapidement considéré comme un bon espoir du football britannique et est titularisé pour la première fois le 12 mars 2003 face au FC Bâle. Il remporte son premier titre avec le club mancunien en battant Millwall en finale de la Coupe d'Angleterre 2004. Il marque son premier but le 1er janvier 2005 face à Middlesbrough mais son plus important reste celui contre Chelsea mettant fin à l'incroyable série de 40 matchs sans défaite des Blues en Premier League. Les deux saisons suivantes, il est nettement moins utilisé par Alex Ferguson à cause du solide effectif que compte les Red Devils. Il fait notamment son apparition dans l'équipe type durant les blessures de Cristiano Ronaldo et de Michael Carrick en début de saison 2008-2009. Alors que ses performances en match se révèlent concluantes, Ferguson décide de faire signer un nouveau contrat de quatre ans au milieu de terrain au début de 2011.
Le 13 décembre 2011, Manchester United annonce que Darren Fletcher est contraint de mettre sa carrière entre parenthèses pour raisons médicales. Selon le club anglais, le joueur écossais souffre d'une rectocolite hémorragique « depuis un certain temps et doit faire une pause prolongée en dehors des terrains afin de se donner le maximum de chances de rémission complète ».
Le 19 septembre 2012, Darren Fletcher refoule les terrains en entrant en fin de match lors de la première journée de la phase de groupes de la Ligue des champions face à Galatasaray (victoire 1-0). Une semaine plus tard, il porte le brassard de capitaine des Red Devils à l'occasion de la rencontre de Coupe de la Ligue anglaise face à Newcastle United (victoire 2-1). 
Le 15 décembre 2013, il prend part de son premier match depuis décembre 2012 lors d'un match contre Aston Villa, après un nouveau problème intestinal.

### West Bromwich Albion
Après avoir disputé 342 matchs officiels sous le maillot mancunien, Fletcher s'engage pour deux ans et demi avec le club de West Bromwich Albion début février 2015. Il est nommé capitaine des Baggies dès son premier match à Burnley (2-2) et conserve le brassard de capitaine jusqu'à la fin de la saison. Fletcher est ensuite confirmé dans son rôle de capitaine au début de saison 2015-2016 par Tony Pulis. Capitaine tout au long de ses deux saisons et demie sous le maillot des Baggies, Fletcher prend part à l'intégralité des matchs de championnat jusqu'à son départ à l'issue de la saison 2016-2017.

### Stoke City
Le 1er juin 2017, Fletcher s'engage pour deux saisons avec Stoke City, le transfert prenant effet le 1er juillet suivant.

## Statistiques
| Saison                | Club                            | Championnat           | Championnat | Championnat | Championnat | Coupe nationale | Coupe nationale | Coupe nationale | Coupe de la Ligue | Coupe de la Ligue | Coupe de la Ligue | Supercoupe | Supercoupe | Supercoupe | Compétition(s) continentale(s) | Compétition(s) continentale(s) | Compétition(s) continentale(s) | Compétition(s) continentale(s) | Supercoupe UEFA | Supercoupe UEFA | Supercoupe UEFA | Coupe du monde des clubs | Coupe du monde des clubs | Coupe du monde des clubs | Écosse | Écosse | Écosse | Total | Total | Total |
| Saison                | Club                            | Division              | M.          | B.          | P.d.        | M.              | B.              | P.d.            | M.                | B.                | P.d.              | M.         | B.         | P.d.       | Comp.                          | M.                             | B.                             | P.d.                           | M.              | B.              | P.d.            | M.                       | B.                       | P.d.                     | M.     | B.     | P.d.   | M.    | B.    | P.d.  |
| 2002-2003             | Manchester United Football Club | Premier League        | -           | -           | -           | -               | -               | -               | -                 | -                 | -                 | -          | -          | -          | C1                             | 2                              | 0                              | 0                              | -               | -               | -               | -                        | -                        | -                        | -      | -      | -      | 2     | 0     | 0     |
| 2003-2004             | Manchester United Football Club | Premier League        | 22          | 0           | 1           | 5               | 0               | 1               | 2                 | 0                 | 0                 | -          | -          | -          | C1                             | 6                              | 0                              | 0                              | -               | -               | -               | -                        | -                        | -                        | 8      | 2      | 1      | 43    | 2     | 3     |
| 2004-2005             | Manchester United Football Club | Premier League        | 18          | 3           | 2           | 3               | 0               | 0               | 3                 | 0                 | 0                 | 1          | 0          | 0          | C1                             | 5                              | 0                              | 1                              | -               | -               | -               | -                        | -                        | -                        | 7      | 0      | 0      | 37    | 3     | 3     |
| 2005-2006             | Manchester United Football Club | Premier League        | 27          | 1           | 3           | 3               | 0               | 0               | 4                 | 0                 | 0                 | -          | -          | -          | C1                             | 7                              | 0                              | 0                              | -               | -               | -               | -                        | -                        | -                        | 8      | 1      | 1      | 49    | 2     | 4     |
| 2006-2007             | Manchester United Football Club | Premier League        | 24          | 3           | 1           | 6               | 0               | 0               | 1                 | 0                 | 0                 | -          | -          | -          | C1                             | 9                              | 0                              | 1                              | -               | -               | -               | -                        | -                        | -                        | 6      | 1      | 2      | 46    | 4     | 4     |
| 2007-2008             | Manchester United Football Club | Premier League        | 16          | 0           | 0           | 1               | 2               | 0               | -                 | -                 | -                 | 1          | 0          | 0          | C1                             | 6                              | 0                              | 0                              | -               | -               | -               | -                        | -                        | -                        | 7      | 0      | 1      | 31    | 2     | 1     |
| 2008-2009             | Manchester United Football Club | Premier League        | 26          | 3           | 0           | 3               | 0               | 1               | 1                 | 0                 | 0                 | 1          | 0          | 0          | C1                             | 8                              | 0                              | 0                              | 1               | 0               | 0               | 2                        | 1                        | 0                        | 6      | 0      | 0      | 48    | 4     | 1     |
| 2009-2010             | Manchester United Football Club | Premier League        | 30          | 4           | 5           | -               | -               | -               | 3                 | 0                 | 1                 | 1          | 0          | 0          | C1                             | 7                              | 1                              | 2                              | -               | -               | -               | -                        | -                        | -                        | 5      | 0      | 0      | 46    | 5     | 8     |
| 2010-2011             | Manchester United Football Club | Premier League        | 26          | 2           | 6           | 2               | 0               | 0               | 1                 | 0                 | 0                 | 1          | 0          | 0          | C1                             | 7                              | 1                              | 1                              | -               | -               | -               | -                        | -                        | -                        | 6      | 0      | 0      | 43    | 3     | 7     |
| 2011-2012             | Manchester United Football Club | Premier League        | 8           | 1           | 1           | -               | -               | -               | -                 | -                 | -                 | -          | -          | -          | C1                             | 2                              | 1                              | 0                              | -               | -               | -               | -                        | -                        | -                        | 5      | 1      | 1      | 15    | 3     | 2     |
| 2012-2013             | Manchester United Football Club | Premier League        | 3           | 1           | 0           | -               | -               | -               | 2                 | 0                 | 1                 | -          | -          | -          | C1                             | 5                              | 0                              | 0                              | -               | -               | -               | -                        | -                        | -                        | 3      | 0      | 0      | 13    | 1     | 1     |
| 2013-2014             | Manchester United Football Club | Premier League        | 12          | 0           | 0           | 1               | 0               | 0               | 3                 | 0                 | 0                 | -          | -          | -          | C1                             | 2                              | 0                              | 0                              | -               | -               | -               | -                        | -                        | -                        | 1      | 0      | 0      | 19    | 0     | 0     |
| 2014-2015             | Manchester United Football Club | Premier League        | 11          | 0           | 0           | 1               | 0               | 0               | -                 | -                 | -                 | -          | -          | -          | -                              | -                              | -                              | -                              | -               | -               | -               | -                        | -                        | -                        | 4      | 0      | 0      | 16    | 0     | 0     |
| Sous-total            | Sous-total                      | Sous-total            | 223         | 18          | 19          | 25              | 2               | 2               | 20                | 0                 | 2                 | 5          | 0          | 0          | -                              | 66                             | 3                              | 5                              | 1               | 0               | 0               | 2                        | 1                        | 0                        | 66     | 5      | 6      | 408   | 29    | 34    |
| 2015                  | West Bromwich Albion            | Premier League        | 15          | 1           | 0           | -               | -               | -               | -                 | -                 | -                 | -          | -          | -          | -                              | -                              | -                              | -                              | -               | -               | -               | -                        | -                        | -                        | 2      | 0      | 0      | 17    | 1     | 0     |
| 2015-2016             | West Bromwich Albion            | Premier League        | 38          | 1           | 3           | 3               | 2               | 0               | 1                 | 0                 | 0                 | -          | -          | -          | -                              | -                              | -                              | -                              | -               | -               | -               | -                        | -                        | -                        | 5      | 0      | 0      | 47    | 3     | 3     |
| 2016-2017             | West Bromwich Albion            | Premier League        | 38          | 2           | 1           | 1               | 0               | 0               | 1                 | 0                 | 0                 | -          | -          | -          | -                              | -                              | -                              | -                              | -               | -               | -               | -                        | -                        | -                        | 5      | 0      | 0      | 45    | 2     | 1     |
| Sous-total            | Sous-total                      | Sous-total            | 91          | 4           | 4           | 4               | 2               | 0               | 2                 | 0                 | 0                 | -          | -          | -          | -                              | -                              | -                              | -                              | -               | -               | -               | -                        | -                        | -                        | 12     | 0      | 0      | 109   | 6     | 4     |
| 2017-2018             | Stoke City FC                   | Premier League        | 27          | 1           | 1           | -               | -               | -               | 2                 | 0                 | 0                 | -          | -          | -          | -                              | -                              | -                              | -                              | -               | -               | -               | -                        | -                        | -                        | 2      | 0      | 1      | 31    | 1     | 2     |
| 2018-2019             | Stoke City FC                   | Championship          | 11          | 1           | 0           | -               | -               | -               | 2                 | 0                 | 0                 | -          | -          | -          | -                              | -                              | -                              | -                              | -               | -               | -               | -                        | -                        | -                        | -      | -      | -      | 13    | 1     | 0     |
| Sous-total            | Sous-total                      | Sous-total            | 38          | 2           | 1           | -               | -               | -               | 4                 | 0                 | 0                 | -          | -          | -          | -                              | -                              | -                              | -                              | -               | -               | -               | -                        | -                        | -                        | 2      | 0      | 1      | 44    | 2     | 2     |
| Total sur la carrière | Total sur la carrière           | Total sur la carrière | 352         | 24          | 24          | 29              | 4               | 2               | 26                | 0                 | 2                 | 5          | 0          | 0          | -                              | 66                             | 3                              | 5                              | 1               | 0               | 0               | 2                        | 1                        | 0                        | 80     | 5      | 7      | 561   | 37    | 40    |

## Palmarès

### En club
- Manchester United
  - Vainqueur de la Coupe du monde des clubs de la FIFA en 2008
  - Vainqueur de la Ligue des champions en 2008
  - Champion d'Angleterre en 2007, 2008, 2009, 2011 et 2013
  - Vice-champion d'Angleterre en 2006, 2010
  - Vainqueur de la Coupe de la Ligue anglaise 2005 et 2010
  - Vainqueur de la Coupe d'Angleterre en 2004
  - Vainqueur du Community Shield en 2003, 2007 et 2010.

Membre de l’équipe type de Premier League en 2009-2010